# Corigliano d'Otranto
Corigliano d'Otranto là một đô thị và thị xã của Ý. Đô thị này thuộc tỉnh Lecce trong vùng Apulia. Corigliano d'Otranto có diện tích 28 km2, dân số theo ước tính năm 2005 của Viện thống kê quốc gia Ý là 5632 người. 
Các đơn vị dân cư:
Đô thị Corigliano d'Otranto giáp với các đô thị: